# Japelion aleuticus
Japelion aleuticus is een slakkensoort uit de familie van de Buccinidae. De wetenschappelijke naam van de soort is voor het eerst geldig gepubliceerd in 1895 door Dall.